# Copla andaluza

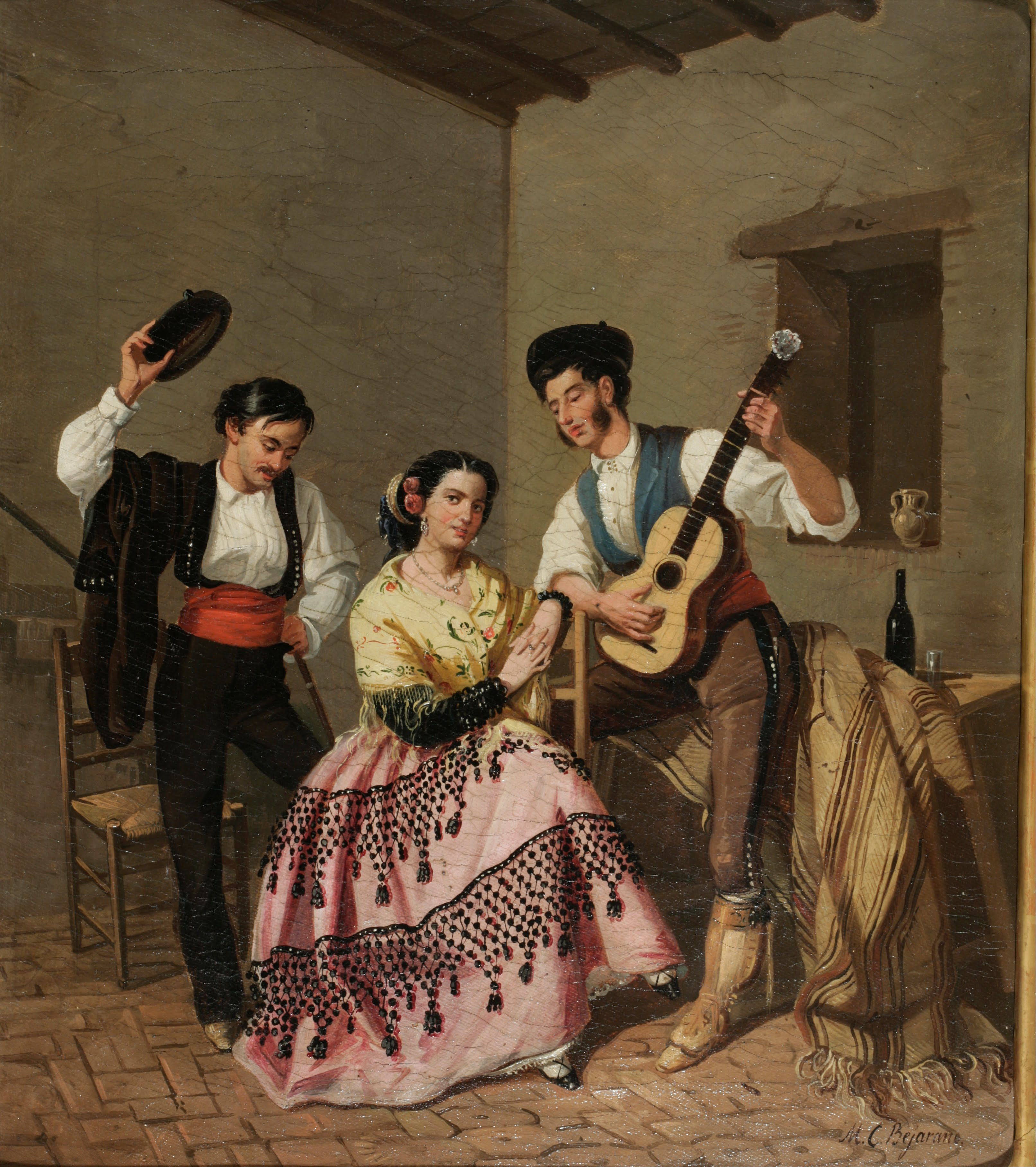
„La copla” – pictură de Manuel Cabral (cca. 1850-1890)

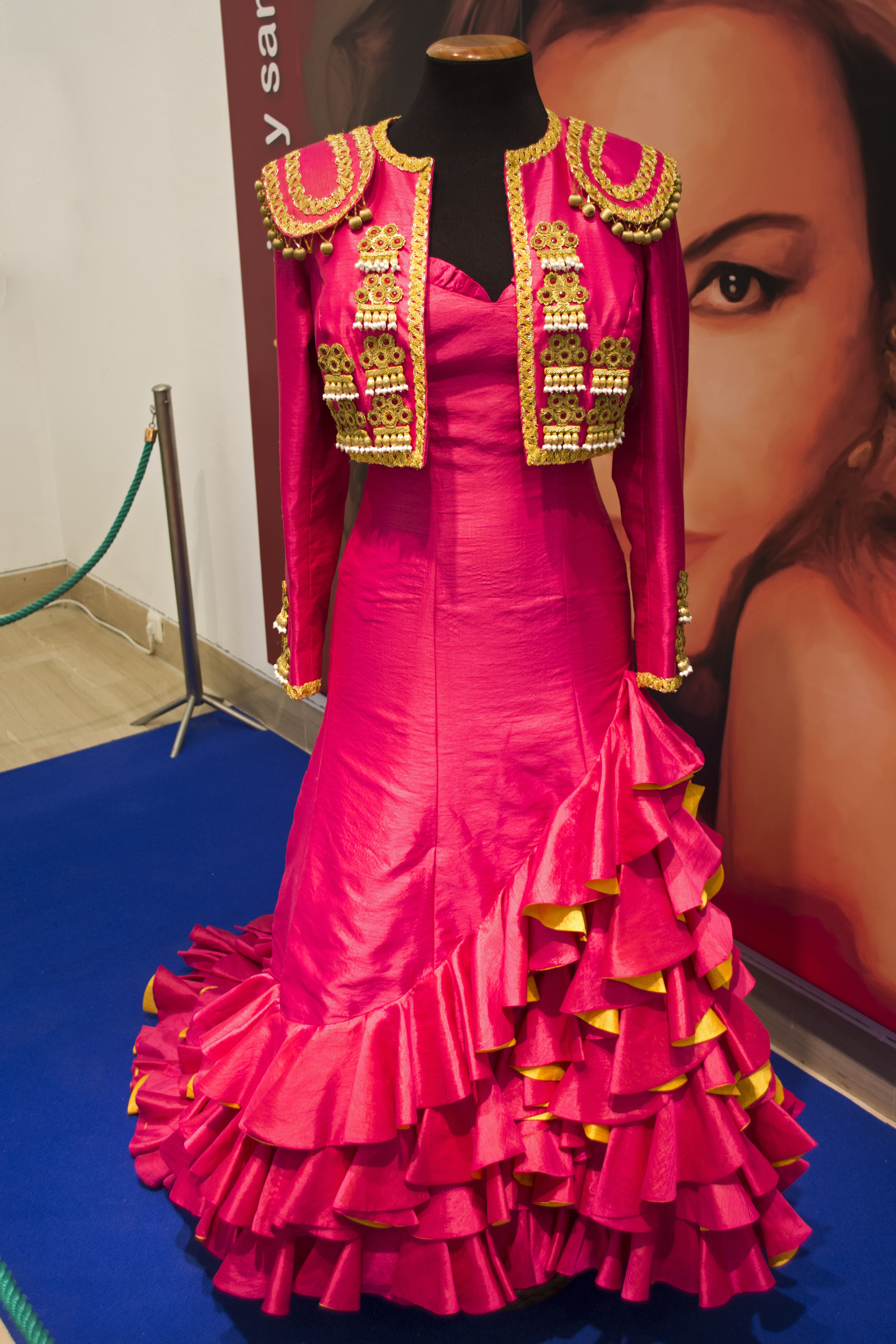
Costumul lui Rocío Jurado

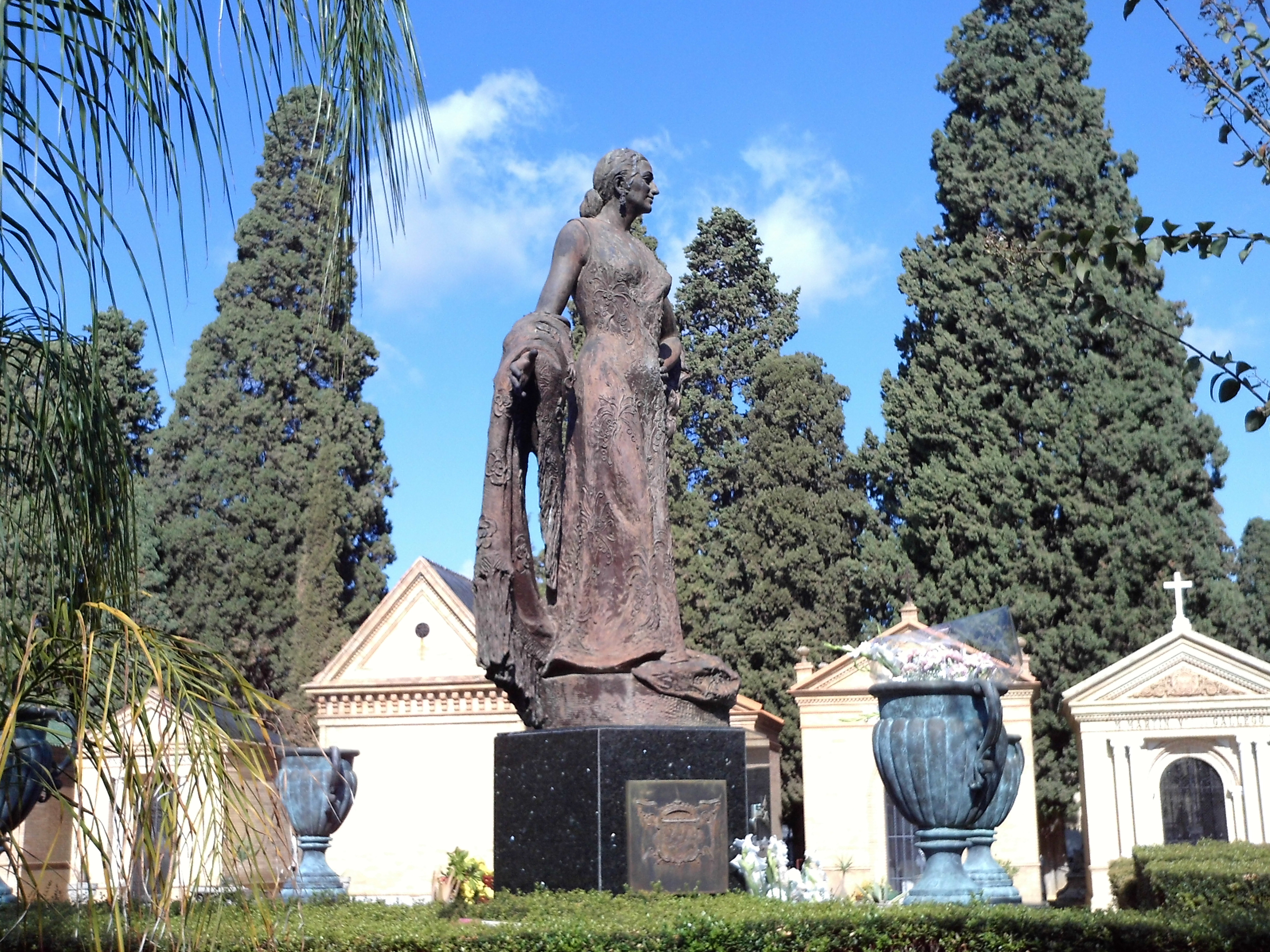
Sculptura Juanitei Reina în cimitirul San Fernando de Sevilla

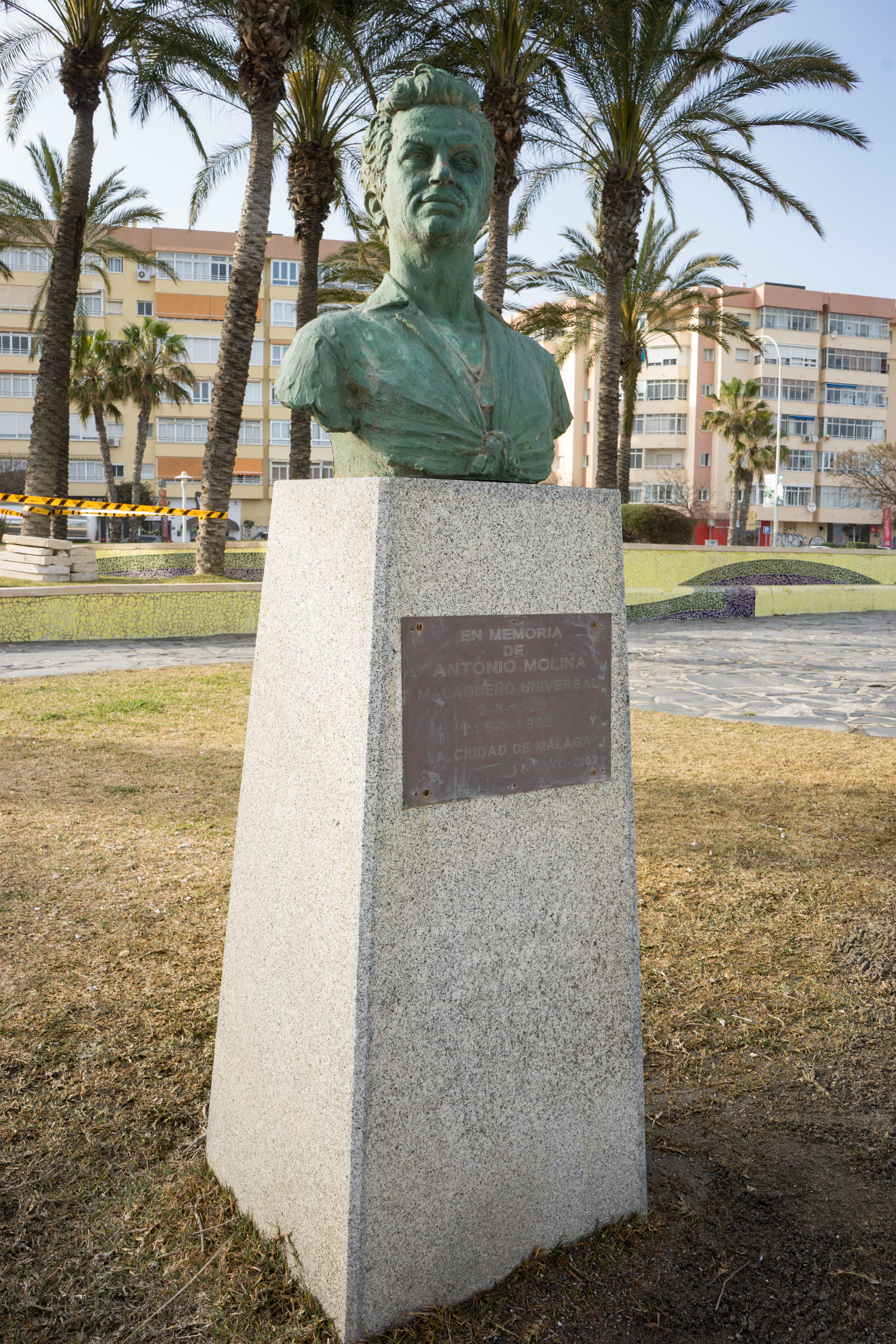
Bustul lui Antonio Molina în Málaga

Copla andaluza (adesea prescurtată la copla) sau Canción española se referă la un gen de muzică populară spaniolă care s-a dezvoltat treptat de la diferite forme de lieduri și cântece mai vechi, cum ar fi cuplé, tonadilla și zarzuela, în Spania la începutul anilor 1930. În anii 1940-1960, copla a fost unul dintre cele mai populare genuri de muzică ușoară spaniolă, alături de flamenco și bolero, acesta fiind similar cu chanson-ul din Franța și șlagăr-ul german al vremii. Deși „Copla andaluza” adesea desemnează stilul Andaluz, există de asemenea numeroase cântece din alte regiuni, cum ar fi Aragón, Extremadura, Valencia  și Madrid. Este o muzică populară din folclorul spaniol care se distinge printr-o structură flexibilă, cântece compuse din rime sau în strofe A-B-C-B.
Copla este moștenitorul vechilor romanțe legate direct de cântecele care erau folosite de oameni pentru a denunța abuzuri, a descrie obiceiuri, a spune povești mai mult sau mai puțin adevărate și, mai ales, a vorbi despre dragoste, gelozie și dezamăgire romantică.

## Istoric
Deși genul are o istorie îndelungată, acesta a înflorit în anii 1930 și 1940 și a fost întruchipat de compozitorii Antonio Quintero, Rafael de León și Manuel Quiroga
Cuplé, o variantă spaniolă a cupletului care a venit în Spania din Franța și Italia, este în general considerat a fi precursorul Coplei andaluze. După ce acest gen de cântec a fost considerat mult timp discutabil din punct de vedere moral în Spania din cauza frecventelor aluzii sexuale din versuri, după Primul Război Mondial în special Raquel Meller a reușit să facă acest gen de muzică acceptabil din punct de vedere social și să-l popularizeze dincolo de naționalitatea spaniolă și granițele lingvistice. 
Ulterior, în 1931, Quintero, León și Quiroga au început să compună primele cople (printre acestea La Lirio și Mañana Sale) pentru Concha Piquer. Concha Piquer a călătorit devreme în SUA și a răspândit copla acolo. După războiul civil spaniol din 1939, Copla a fost redenumită Canción Española. Juana Reina a ajutat în special la popularizarea coplei în anii 1940, ea a modelat stilul ca un reper pentru cântăreța clasică de copla. Cântăreața Estrellita Castro, pe jumătate galiciană, a adus copla pe ecran pentru prima dată în 1937 cu filmul Suspiro de España.
În anii 1940, Manolo Caracol și Lola Flores au devenit cel mai important cuplu de interpreți copla din istorie. A fost urmat de cuplul Pepe Blanco și Carmen Morell. După ce Lola Flores și Manolo Caracol s-au despărțit, Lola a călătorit în Mexic și Statele Unite. După ce s-a bucurat de un mare succes în străinătate, a fost sărbătorită în Spania drept cea mai importantă cântăreață de copla. La sfârșitul anilor 1960, a apărut o nouă cântăreață, pentru a schimba copla pentru totdeauna: Rocio Jurado. Jurado a modernizat copla și a provocat regimul Franco cu spectacolele lor revelatoare.
După moartea lui Franco, copla și-a pierdut inițial o mare parte din popularitate, deoarece mulți au asociat-o cu timpul regimului franco. În 1978, cântăreața Isabel Pantoja a debutat în emisiunea TV Cantares, lansată pentru salvarea coplei și care a prezentat toate marile vedete ale coplei, printre care Rocio Jurado, Lola Flores, Juana Reina, fostul copil vedetă Joselito și, într-un interviu, fondatoarea coplei Concha Piquer.

## Copla și cinematografia muzicală spaniolă
A rămas cel mai important gen de muzică populară spaniolă, oferind multe filme de succes în genul filmului muzical spaniol, unele de mare calitate, precum Morena Clara (1936 și 1954), La Lola se va a los puertos (1947 și 1993), Carmen la de Triana (1938), María de la O (1936 și 1959), Canelita en rama (1943), Embrujo (1948), Lola la Piconera (1952), Violetas imperiales (1952) Mariquilla Terremoto (1938), Bajo el cielo andaluz (1960) și El balcón de la luna (1962).
În 1937 Estrellita Castro a realizat filmul copla Suspiros de España în care vedete precum Lola Flores, Antonio Molina, Juana Reina și Paquita Rico au devenit vedete importante ale ecranului.

### Filmografie selectivă

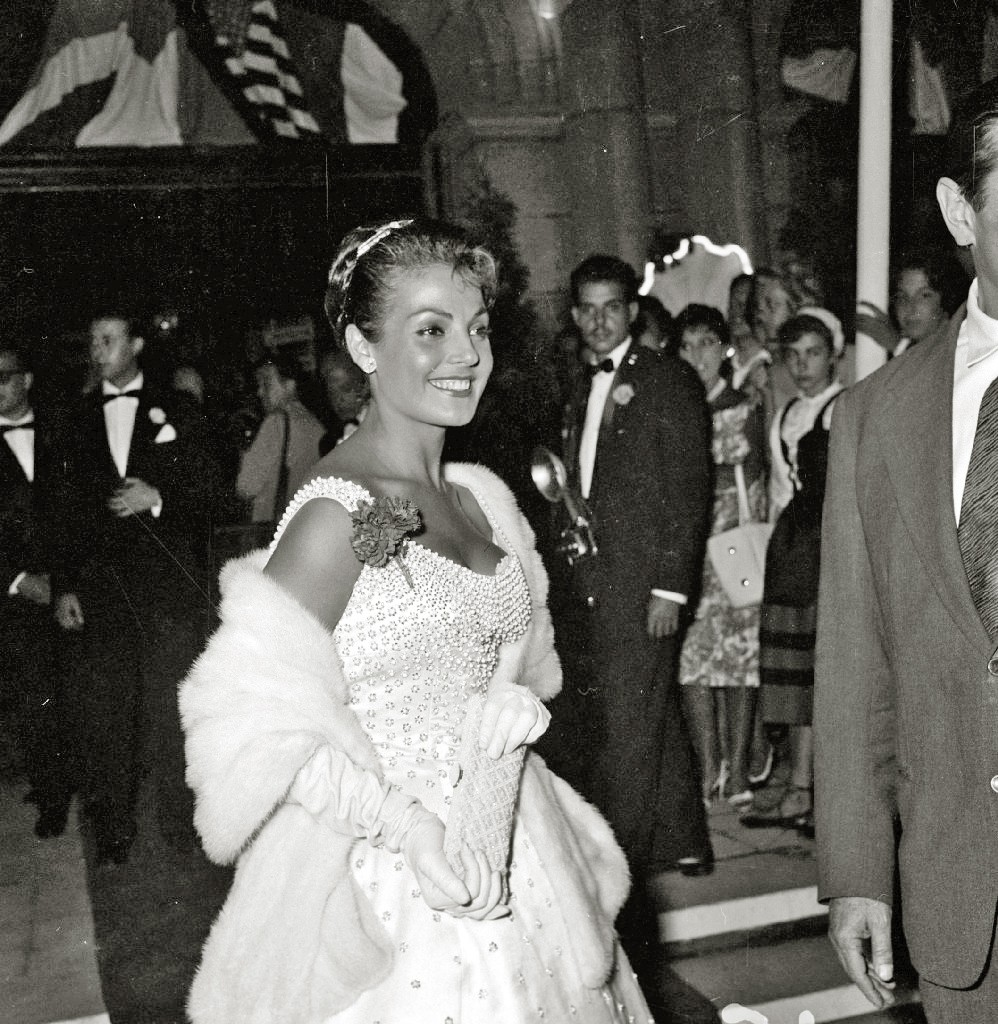
Carmen Sevilla la Festivalul de Film de la San Sebastián

- 1937 Suspiros de España, regia Estrellita Castro
- 1938 Carmen la de Triana, regia Florián Rey
- 1943 Canelita en rama, regia Eduardo García Maroto
- 1948 Embrujo, regia Carlos Serrano de Osma
- 1951 Maria Morena, regia José María Forqué și Pedro Lazaga
- 1952 Lola la Piconera, regia Luis Lucia
- 1952 Violetas imperiales, regia Richard Pottier
- 1954 El pescador de Coplas, regia Antonio del Amo
- 1954 Fata cu ulciorul (La moza de cántaro), regia Florian Rey
- 1959 Maria de la O, regia Ramón Torrado
- 1959 ¿Dónde vas, Alfonso XII?, regia Luis César Amadori
- 1962 El balcón de la luna, regia Luis Saslavsky
- 1965 Puente de Coplas, regia Santos Alcocer
- 1998 La niña de tus ojos, regia Fernando Trueba

## Stiluri și reprezentanți

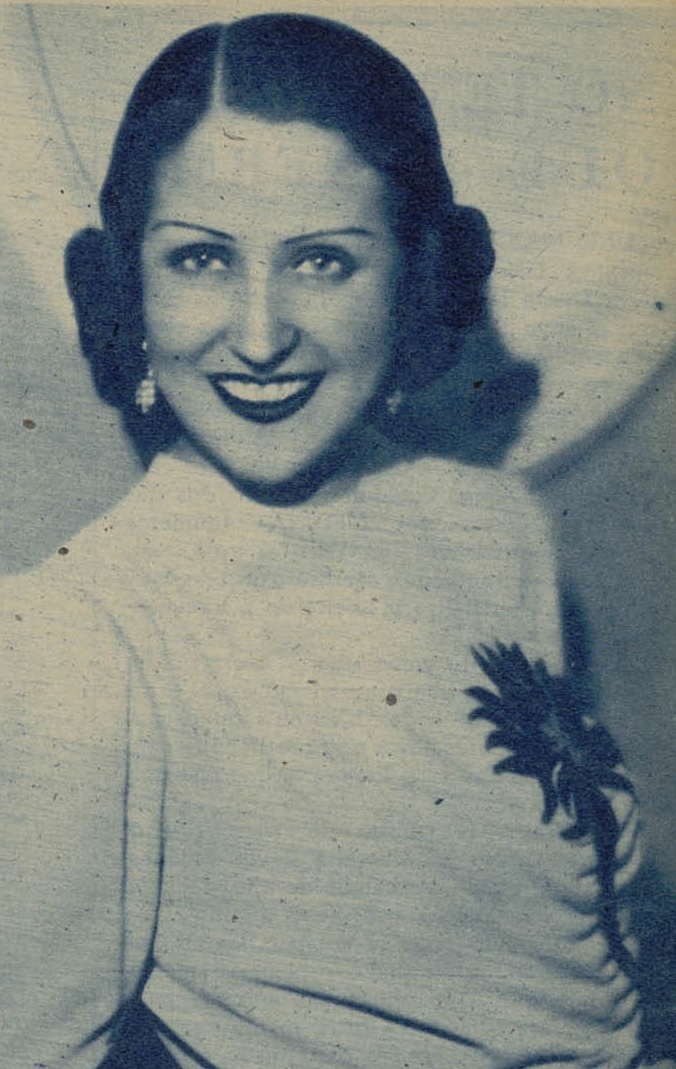
Estrellita Castro (1944)

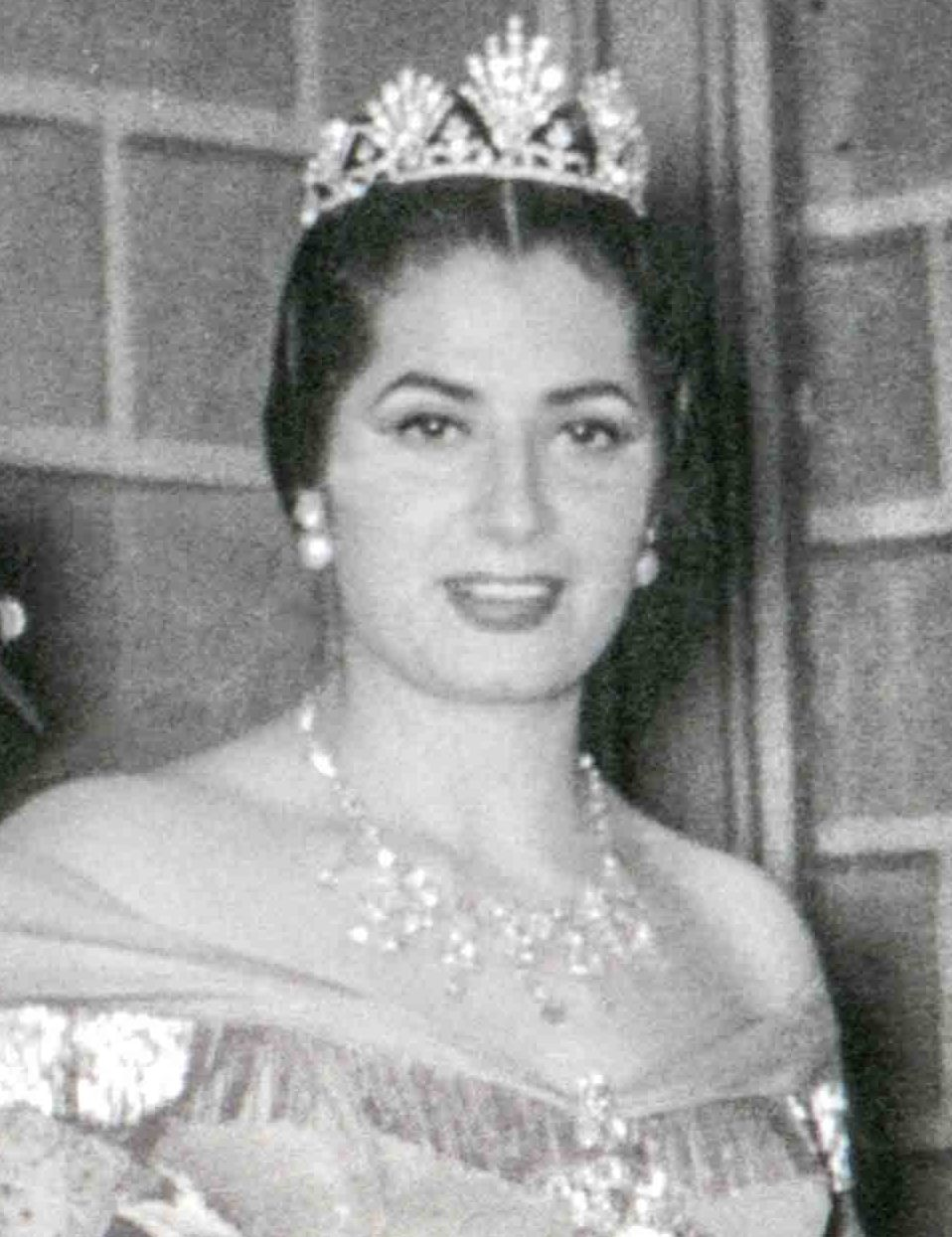
Juana Reina în 1955

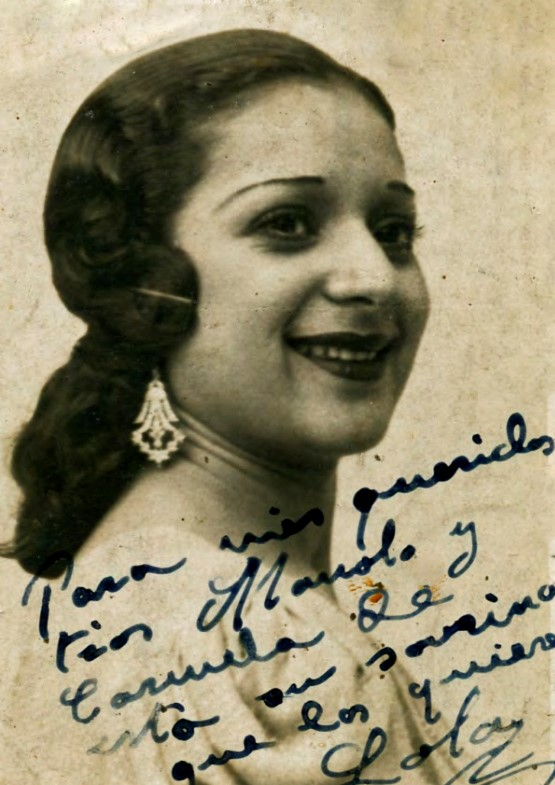
Lola Flores (1941)

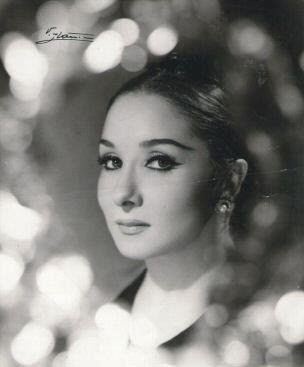
Marifé de Triana

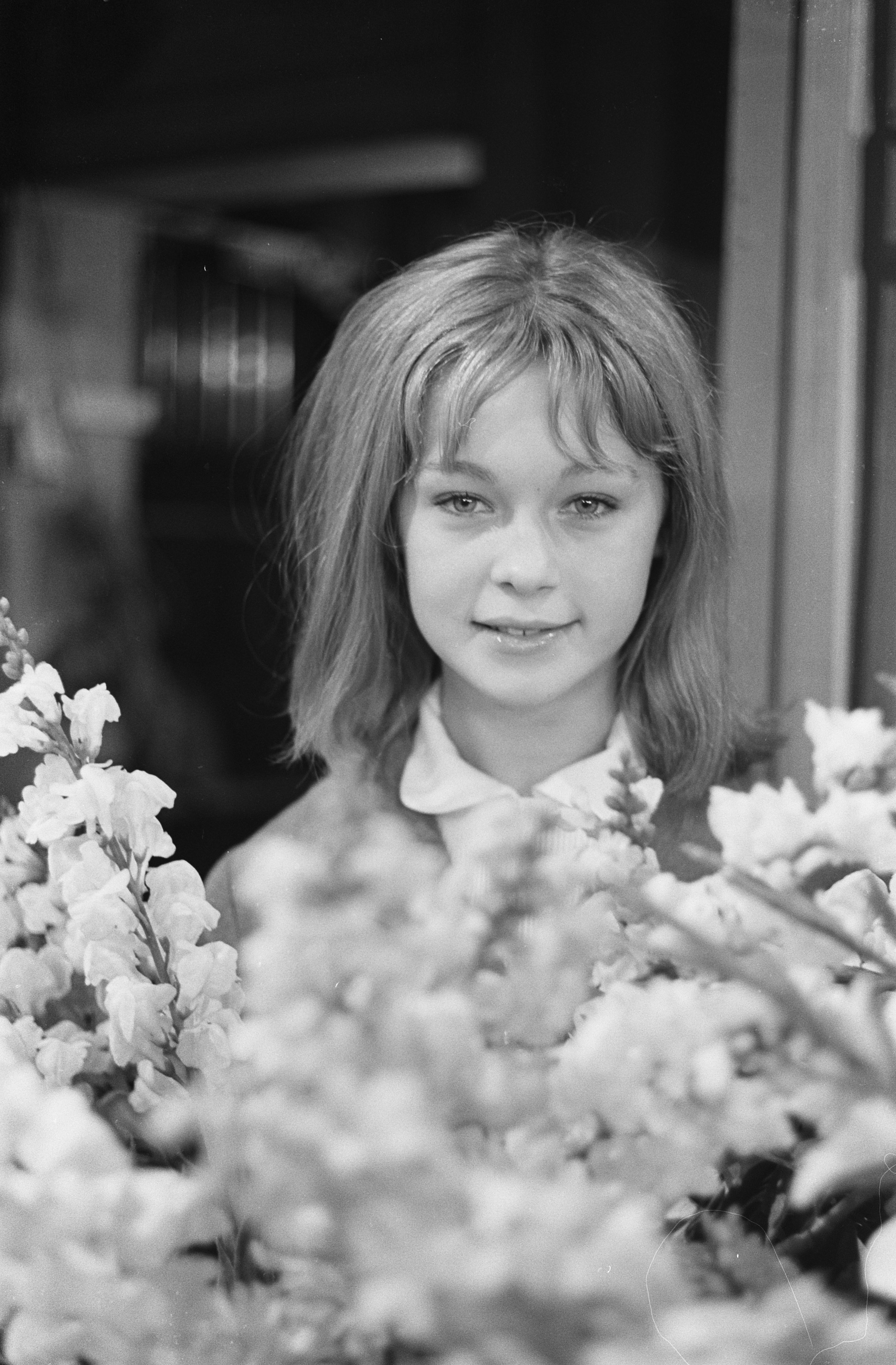
Marisol (1962)

Joselito (1963)

De-a lungul deceniilor, popularitatea altor genuri de cântece a afectat copla. La început, forma originală a coplei a fost puternic influențată de chansonul francez și cuplé, precum și de tonadilla (cam de forma seguidillei) și a zazuelei.
Stilul clasic al anilor 1940 și 1950 până la 1960 este foarte unic și mai orientat spre bolero și noile creații interne de stil. Stilul flamenco, care a înflorit mai întâi în anii 1940 și apoi la sfârșitul secolului al XX-lea, este inspirat de flamenco. Copla modernă este influențată în principal de flamenco pop și baladele muzicii pop moderne.

### Arhetip
Forma originală a fost popularizată în primul rând de Concha Piquer. Raquel Meller și Imperio Argentina au pus bazele coplei-andaluze, prin implicarea lor în cuplé, și astfel au devenit ultimii cântăreți de cuplé și primii de copla. În 1934, Quintero, León și Quiroga au compus coplele „3 Maria”: Maria de la O, Maria Magdalena și Maricruz. Ele au fost interpretate de Estrellita Castro, care, împreună cu Concha Piquer, a făcut cunoscute și popularizat majoritatea coplelor în anii 1930. Cel mai important interpret masculin al coplei în forma sa originală a fost Miguel de Molina, care a trăit în Argentina din 1942, momentul în care a fugit de regimul Franco și până la moartea sa.
Alți interpreți cunoscuți din acea perioadă au fost:
- Raquel Meller (1888–1962)
- Concha Piquer (1908–1990)
- Mari Paz
- Imperio Argentina (1906–2003)
- Miguel de Molina (1908–1993)
- Estrellita Castro (1908–1983)
- Tomas de Antequera (1920–1993)
- Miguel de los Reyes (1929–1999)
- Estrellita de Palma
- Pasión Vega (1976)
- Mercedes Rios (1981)
- Gloria Romero
- Álvaro Hernandez (1985)
- Verónica Rojas (1988)

### Stilul clasic
La începutul anilor 1940, în copla s-a dezvoltat un stil, care de atunci poate fi numit „stil clasic”. Dintre interpeții clasici, în special Antonio Molina s-a dezvoltat ca model care a fost urmat. Stilul clasic este cel mai asociat cu regimul lui Franco. Aceste cople se caracterizează mai ales prin poveștile lor tragice sau prin melodiile de pasodoble.
Cele mai reprezentative figuri ale repertoriului tradițional din istoria coplei sunt: Lola Flores, Gracia Montes, Marifé de Triana, Rocío Jurado, Isabel Pantoja, Juanita Reina, Manolo Escobar, Juanito Valderrama, Joselito, Sara Montiel, Marujita Díaz, Concha Márquez Piquer, Paquita Rico, Carmen Sevilla, Rosita Ferrer, Carmen Flores, Lolita Sevilla, Mikaela și Antonio Molina.

#### Influența lui Antonio Molina
Antonio Molina (1928–1992) este unul dintre puținii reprezentanți masculini ai coplei clasice. De asemenea, are succes ca actor și devine un om cu rezistență puternică, care reușește să aibă priză la public cu final lung al cântecelor sale.
Interpreți cunoscuți:
- Angelillo (1908–1973)
- Fran Doblas (1992)
- Juanma Jerez (1994)

#### Influența Juanitei Reina
După ce Estrellita Castro a prezentat pasodoble-ul ca identificându-se cu Spania în anii 1930, Juana Reina a creat imaginea pasodoble-ului taurin prin coplele sale. „Francisco Alegre” și „Capote de Grana y Oro” au devenit hituri uriașe și au celebrat luptele cu tauri ca moștenire a culturii spaniole. Eleganța Juanei Reina și forma Fecioarei pe care ea a reprezentat-o a fost de asemenea, adesea subliniată. Ea a devenit cel mai popular personaj al anilor 1940 și 1950. De asemenea, a regizat nenumărate filme. Stilul ei a rămas unic și doar puțini l-au urmat sau l-au imitat.
Interpreți cunoscuți:
- Juanita Reina (1925–1999)
- Charo Reina
- Raquel Peña

#### Influența Lolei Flores
Lola Flores, care era cunoscută drept „Torbellino de Colores” (adică „vârtejul colorat”), caracterizează copla prin interpretarea ei intuitivă constând în dans, cânt și acțiunile ei de vârtej foarte deosebite. Mulțe alte cântărețe au luat temperamentul și intuiția ei drept model și astfel s-a dezvoltat un stil care acordă mai puțină atenție vocii și mai mult aspectelor creative ale cântatului.
Interpreți cunoscuți:
- Lola Flores (1923–1995)
- Dolores Vargas
- Rocío Guerra
- Selene Molina (1993)

#### Influența lui Marifé de Triana
Marifé de Triana este numită actrița coplei din cauza interpretării ei dramatice exagerate, în care stă adesea pe scenă în lacrimi și hipnotizează publicul cu o privire de moarte. Mulți cântăreți au acceptat această interpretare și au devenit astfel succesori ai lui Marifé de Triana.
Interpreți cunoscuți:
- Marifé de Triana (1936–2013)
- Macarena del Rio
- Joana Jiménez (1977)
- Miriam Domínguez (1990)
- Anaraida Sanchez (1987)

#### Copii-vedetă
În anii 1950 au fost realizate multe filme artistice cu copla, inclusiv cele cu vedetele-copii Marisol și Joselito. Ambii au impresionat prin simpatia și vocile clare, care au cucerit întreaga generație. Cu toate acestea, ambii nu au devenit niciodată adevărați reprezentanți ai coplei.
Interpreți:
- José Jiménez Fernández / Joselito (n. 1943)
- Marisol (n. 1948)
- Rocío Dúrcal (1944–2006)

#### Influența lui Rocío Jurado
Rocío Jurado a fost numită „La más grande” (însemnând „Cea mai mare”). Vocea ei a adus coplei o putere nouă, fără precedent. Se spunea uneori că vocea ei era deja de operă. Cu o eleganță enormă, provocare și o voce puternică și impresionantă, ea a revoluționat copla mai degrabă recitată anterior, transformând-o în muzică clară și puternică. Performanța ei din „Azabache”, musicalul-copla din 1992, a făcut-o o legendă.
Interpreți cunoscuți:
- Rocío Jurado (1946–2006)
- Gracia Montes (1936)
- Lolita Sevilla (1935)
- Eríka Leiva (1986)
- Sandra Cabrera (1981)